# Leptobrochus luteus
Leptobrochus luteus là một loài Trichoptera hóa thạch trong họ Polycentropodidae.